# Fernando Peralta (ajedrecista)
Fernando Peralta (Lomas de Zamora, provincia de Buenos Aires, 16 de diciembre de 1979) es un Gran Maestro Internacional de ajedrez argentino. En 2010 obtuvo el Premio Konex - Diploma al Mérito como uno de los 5 mejores ajedrecistas de la década en Argentina.

## Resultados destacados en competición
Fue una vez ganador del Campeonato de Argentina de ajedrez en el año 2006, y resultó subcampeón en dos ocasiones en los años 2001 y 2007.
Participó representando a Argentina en cinco Olimpíadas de ajedrez en los años 2002 en Bled, 2006 en Turín, 2008 en Dresde, 2010 en Janti-Mansisk y 2012 en Estambul.
Recientemente, el jueves 16 de diciembre de 2021, cerca de las 17:30 horas de su país (UTC-3), consiguió uno de sus mayores logros hasta la fecha: se consagró Campeón de la Final del Campeonato Argentino de Ajedrez con 42 años, en la edición número 95 del mismo, ¡por tercera vez! En la última partida del desempate se enfrentó al Gran Maestro argentino Leonardo Tristán, al que logró vencer en la segunda partida de los desempates consiguiendo una imponente puntuación de 8 sobre 12, cuando lo esperado de un jugador habitualmente serían 6 sobre 12. En noviembre de 2023 se consagra nuevamente como "Campeón Argentino de Ajedrez" por 5a vez, 2 consecutivas.

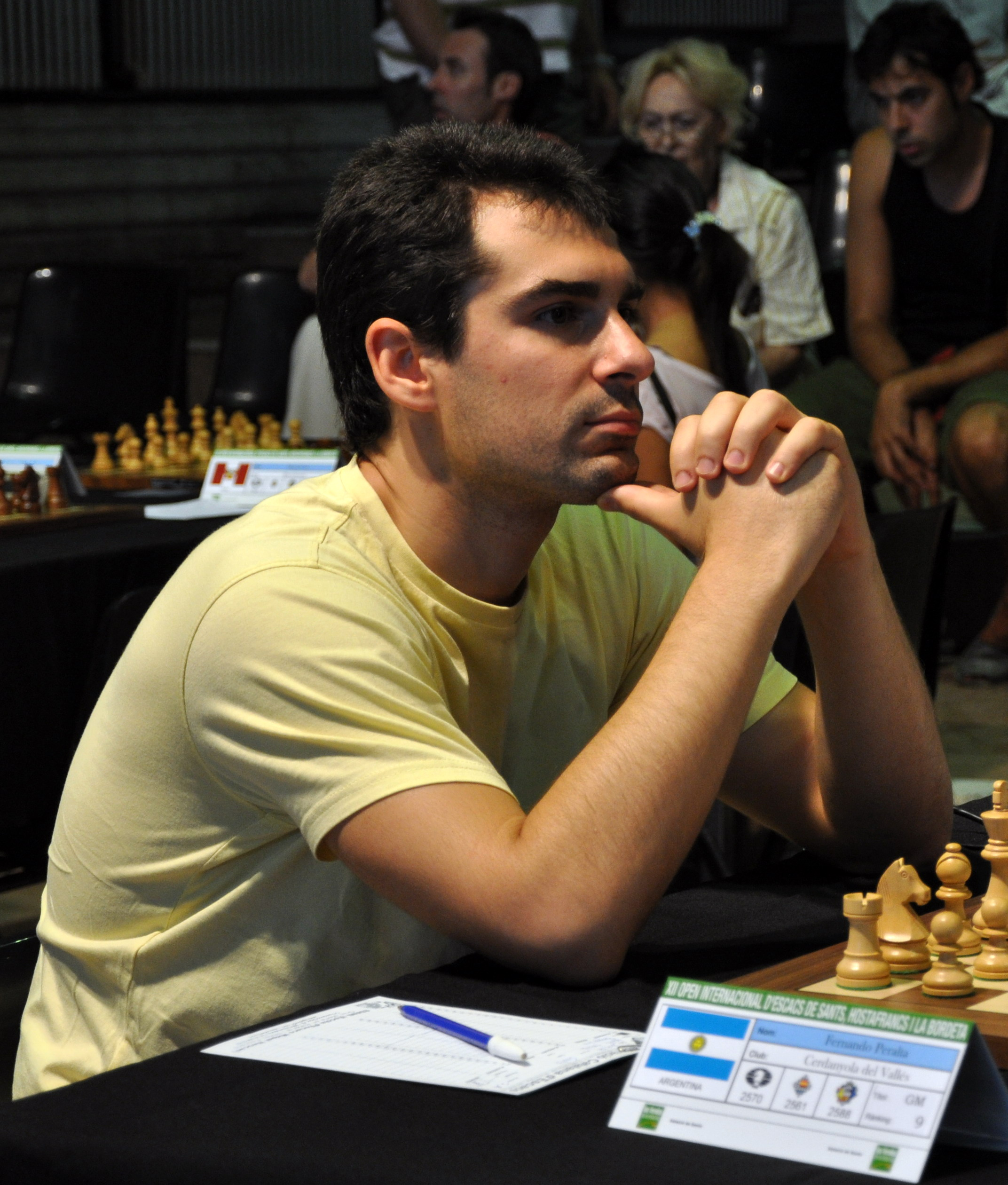
Fernando Peralta (2010)